# 1-й Тверской-Ямской переулок
Пе́рвый Тверско́й-Ямско́й переу́лок — улица в Центральном административном округе города Москвы на территории Тверского района. Переулок отходит от Первой Тверской-Ямской улицы и идёт до улицы Фадеева. Нумерация домов начинается от Первой Тверской-Ямской улицы.

## Происхождение названия
Название XVI века дано по Тверской ямской слободе, которая появилась здесь ещё при Иване Грозном и сохранялась почти до конца XIX века. По имени Тверской ямской слободы назван ещё ряд улиц и переулков, отличаясь порядковыми номерами: 1-я Тверская-Ямская улица, 2-я Тверская-Ямская улица, 3-я Тверская-Ямская улица, 4-я Тверская-Ямская улица, 2-й Тверской-Ямской переулок.

## История
Жившие в Тверской ямской слободе, занимавшей большое пространство с обеих сторон от Тверской дороги, ямщики обеспечивали перевозку почты, пассажиров и грузов вначале по тракту Москва-Тверь, потом Москва-Санкт-Петербург. Слобода сохраняла свой характер до второй половины XIX века, но после окончания ямской гоньбы и строительства в 1870 году Смоленского (ныне Белорусского) вокзала началась активная застройка района Тверских-Ямских улиц.

## Здания и сооружения
По нечётной стороне:
- № 1 -
- № 13 — Петровско-Александровский пансион-приют московского дворянства (1900—1902, архитектор А. Ф. Мейснер, при участии М. К. Геппенера и инженера А. А. Семёнова[1])

По чётной стороне:
- № 2 -
- № 16 — «Дом гражданских пилотов» (1938 год, архитектор И. М. Ткач[2])